# Centralaphthona
Centralaphthona is een geslacht van kevers uit de familie bladkevers (Chrysomelidae).
De wetenschappelijke naam van het geslacht werd in 1960 gepubliceerd door Bechyne.

## Soorten
- Centralaphthona dominicana Medvedev, 2004
- Centralaphthona gelbesi Bechyne, 1997